# Галф ЗПГ (термінал/завод)
Галф ЗПГ — інфраструктурний об'єкт для прийому та регазифікації зрідженого природного газу на узбережжі Мексиканської затоки. Внаслідок «сланцевої революції» втратив своє значення та планується до перетворення на завод із виробництва ЗПГ на експорт.
Термінал, споруджений у штаті Міссісіпі біля Паскаґула, ввели в експлуатацію у 2011 році. Він має потужність з регазифікації у 36,7 млн.м3 на добу та сховище для ЗПГ у складі двох двох резервуарів загальним об'ємом 320000 м3.
Розташований на Pascagoula Bayou Casotte Ship Channel, термінал може приймати газові танкери вантажоємністю до 250000 м3.
На момент запуску імпортного терміналу в США вже повним ходом йшла «сланцева революція», яка невдовзі перетворила країну на нетто-експортера блакитного палива. Власники споруджених для імпорту терміналів, послуги яких залишились без попиту, почали розробляти плани створення на основі використання наявних потужностей (сховища, портове господарство, трубопроводи) заводів із зрідження природного газу, орієнтованих на експорт. Компанія Kinder Morgan оголосила про такі плани і у відношенні Галф ЗПГ. Пропонується створити тут дві технологічні лінії із виробництва ЗПГ сукупною номінальною потужністю 10 млн.т на рік (14 млрд.м3), при цьому передбачається можливість їх використання в режимі виробництва 11,5 млн.т на рік (16,1 млрд.м3). Проєкт, вартість якого оцінюється у 8 млрд доларів США, станом на середину 2010-х років знаходився на етапі отримання дозвільної документації від різноманітних регулюючих установ.